# 下茆镇
下茆镇，是中华人民共和国广东省肇庆市四会市下辖的一个乡镇级行政单位。

## 行政区划
下茆镇下辖以下地区：
下茆社区、龙湾社区、楼脚村、马陂村、石罗村、上茆村、蒲洞村、下黄岗村、下茆村、龙湾村、南塘村、江明村、渔云村、塘村和高崀村。